# Rare Shit, Collabos and Freestyles
Albums de Army of the Pharaohs
The Five Perfect Exertions
(1998) Ritual of Battle
(2007)
Rare Shit, Collabos and Freestyles est une compilation d'Army of the Pharaohs, sortie en 2003.

## Liste des titres
| No  | Titre                  | Contient un (des) sample(s) de | Durée |
| --- | ---------------------- | ------------------------------ | ----- |
| 1.  | Intro                  | How Many MC's... de Black Moon | 0:56  |
| 2.  | U Slept On             |                                | 5:50  |
| 3.  | Incredible             |                                | 3:58  |
| 4.  | Heavyweighters         |                                | 2:14  |
| 5.  | The Hunted             |                                | 3:32  |
| 6.  | Freestyle              |                                | 1:02  |
| 7.  | Syzemology             |                                | 4:05  |
| 8.  | Freestyle              |                                | 1:06  |
| 9.  | Suckas                 |                                | 4:10  |
| 10. | Beatdown               |                                | 3:55  |
| 11. | Hotshit                |                                | 2:36  |
| 12. | Young Lords            |                                | 4:57  |
| 13. | Speak Now              |                                | 4:05  |
| 14. | Liberal Arts           |                                | 4:29  |
| 15. | Freestyle 2            |                                | 1:18  |
| 16. | Train of Thought       |                                | 3:24  |
| 17. | Freestyle              |                                | 1:54  |
| 18. | Final Frontier         |                                | 3:13  |
| 19. | Freestyle              |                                | 1:23  |
| 20. | Essays on Esoterrorism |                                | 3:06  |
| 21. | Chrome Depot Freestyle |                                | 2:24  |